# David Hoflin
David Hoflin (* 25. Februar 1979 in Stockholm) ist ein australischer Schauspieler schwedischer Herkunft.

## Leben
Hoflin wurde als jüngeres von zwei Kindern in Schweden geboren. Seine ältere Schwester heißt Emma. Die Familie wanderte, als Hoflin vier Jahre alt war, nach Australien aus. Im Alter von 9 Jahren erhielt er seine erste Filmrolle in dem Film Ein Schrei in der Dunkelheit an der Seite von Meryl Streep und Sam Neill. Weitere kleine Rollen folgten. Größere Bekanntheit erlangt Hoflin durch seine Rolle in der Jugendserie Ocean Girl, in der er von 1994 bis 1997 in über vier Staffeln die Figur des Jason Bates verkörperte.
1997 machte Hoflin seinen High-School-Abschluss und begann danach Geschichtswissenschaft, Archäologie und Filmwissenschaft zu studieren. Er brach das Studium dann aber aufgrund eines Umzugs und zugunsten seiner Schauspielerkarriere ab. Von 2007 bis 2008 war er in der australischen Seifenoper Nachbarn in der Rolle des Oliver Barnes zu sehen. 2011 hatte er noch einen zweiwöchigen Gastauftritt. 2012/2013 spielte er einen wiederkehrender Charakter in der Fernsehserie Alcatraz und war zudem in Episoden von Navy CIS, Criminal Minds und Touch zu sehen.
In der Amazon-Video-Serie Z: The Beginning of Everything übernahm er die Hauptrolle des F. Scott Fitzgerald.
Hoflin ist seit Januar 2013 mit seiner Schauspielkollegin aus Nachbarn, Natalie Blair, verheiratet. Das Paar lebt in Los Angeles.

## Filmografie (Auswahl)
- 1988: Ein Schrei in der Dunkelheit (Evil Angels)
- 1989: Celia
- 1990: Breakaway
- 1990: Gesellschaft für Mrs. Di Marco (Death in Brunswick)
- 1992: Good Vibrations (Miniserie)
- 1994: Quer durch die Galaxie und dann links (Halfway Across the Galaxy and Turn Left, Fernsehserie, Episode 1x14)
- 1994: Law of the Land (Fernsehserie, Episode 3x03)
- 1994–1997: Ocean Girl (Fernsehserie, 78 Episoden)
- 1998: State Coroner (Fernsehserie, Episode 2x14)
- 2000: Abenteuer Flipper (Flipper, Fernsehserie, Episode 4x16)
- 2000: Die verlorene Welt (The Lost World, Fernsehserie, Episode 1x20)
- 2000: Eugénie Sandler P.I. (Fernsehserie, Episoden 1x03 und 1x04)
- 2001: Head Start (Fernsehserie, 36 Episoden)
- 2002: All Saints (Fernsehserie, Episode 5x22)
- 2003: Gegen den Strom (Swimming Upstream)
- 2004: Blue Heelers (Fernsehserie, Episode 11x10)
- 2004: McLeods Töchter (McLeod’s Daughters, Fernsehserie, Episoden 4x17 und 4x18)
- 2006: Ausgecheckt (Stranded)
- 2007–2008, 2011: Nachbarn (Neighbours, Fernsehserie, 327 Episoden)
- 2010: Big Love (Fernsehserie, Episode 4x07)
- 2010: Navy CIS: L.A. (NCIS: Los Angeles, Fernsehserie, Episode 2x11)
- 2011: Love Begins (Fernsehfilm)
- 2011: RCVR (Fernsehserie, Episode 1x01)
- 2012: Alcatraz (Fernsehserie, 8 Episoden)
- 2012: The Beauty Inside (Fernseh-Miniserie, Episode 1x01)
- 2012: Major Crimes (Fernsehserie, Episode 1x10)
- 2012: Navy CIS (NCIS, Fernsehserie, Episoden 10x06 und 10x07)
- 2013: Criminal Minds (Fernsehserie, Episode 8x20)
- 2013: Touch (Fernsehserie, 4 Episoden)
- 2014: Crossbones (Fernsehserie, 9 Episoden)
- 2016: Mad Dogs (Fernsehserie, 2 Episoden)
- seit 2017: Z: The Beginning of Everything (Fernsehserie)
- 2020: Fatale